# Kings County, New Brunswick
Kings County är ett county i Kanada.   Det ligger i provinsen New Brunswick, i den östra delen av landet, 800 km öster om huvudstaden Ottawa. Antalet invånare är 69 665. Arean är 3 483 kvadratkilometer. Kings County gränsar till Saint John County.
Terrängen i Kings County är kuperad åt sydost, men åt nordväst är den platt.
I omgivningarna runt Kings County växer i huvudsak blandskog. Runt Kings County är det glesbefolkat, med 11 invånare per kvadratkilometer.